# فيروس الخرمة
فيروس الخرمة (بالإنجليزية: Alkhurma virus)‏ هو أحد أنواع الفيروسة المصفرة.

## التنصيف
يشبه فيروس الخرمة فيروس داء غابة كياسانور حيث يشتركان في تنادد تسلسل النوكليوتيدات بنسبة 89٪. ويبدو أن الفيروس نشأ قبل 700 سنة.

## تاريخ الفيروس
اكتشف الفيروس أول مرة في المملكة العربية السعودية، ويحمل الفيروس اسم محافظة الخرمة في منطقة مكة المكرمة. سجلت في تسعينات القرن العشرين حوالي 24 حالة إصابة أغلبها بين جزارين، وكانت نسبة الوفاة 30٪. علما أن أولى الحالات كان 6 حالات في مدينة جدة وقد كانت هذه الحالات جميها جزارين أعمارهم بين 24 و 39 سنة، وقد سجلت هذه الحالات بين نوفمبر وديسمبر 1995.

## الأعراض السريرية
يتسبب فيروس الخرمة نوعا من الحمى النزفية المنقولة بالقراد تظهر عليها أعراض صداع وحمى وألم مفاصل وعضلات وقيء وقلة الصفيحات تؤدي إلى حمى نزفية والتهاب الدماغ مما قد تؤدي إلى الوفاة.

## الانتشار
تمثل الجمال والأغنام المضيف الطبيعي للفيروس، لكنه غير مؤكد إن كانت الثدييات الأخرى مساهمة في دوره حياة الفيروس. كما يبدو أن هناك أكثر من طريق واحد لانتقال الفيروس إلى البشر. يمكن أن ينتقل الفيروس عن طريق حليب الإبل غير المبستر أو لدغات القراد المعدي أو عن طريق الجروح.
قد يكون الفيروس انتشر جغرافيا خارج المملكة العربية السعودية، لكن من غير المعروف إن كان الفيروس قد انتقل عن طريق المسافرين.
نشرت دراسة سعودية عام 2011 بينت أن توطنية أوسع للفيروس، حيث سجلت حالات إيجابية المصل في منطقة تبوك والمنطقة الشرقية.